# Goldene Kamera 2010
Die Verleihung der Goldenen Kamera 2010 fand am 30. Januar 2010 in der Ullstein-Halle im Verlagshaus der Axel Springer AG in Berlin statt. Es war die 45. Verleihung dieser Auszeichnung. Das Publikum wurde durch Andreas Wiele (Vorstand Zeitschriften Internationales, Axel Springer AG) begrüßt. Die Moderation übernahm Hape Kerkeling. An der Veranstaltung nahmen etwa 1200 Gäste teil. Die Verleihung wurde um 20:15 Uhr live im ZDF übertragen. Die Leser wählten in der Kategorie Beste Coaching-Sendung ihren Favoriten. Die Jury bestand aus dem Hörzu-Chefredakteur Christian Hellmann, Martin Hoffmann, Hans Janke, Jan Josef Liefers, Caren Miosga, Bastian Pastewka sowie Mitgliedern der Hörzu-Redaktion.

## Preisträger

### Beste deutsche Schauspielerin
- Senta Berger – Frau Böhm sagt Nein und Schlaflos

Weitere Nominierungen:
Anna Loos – Böseckendorf – Die Nacht, in der ein Dorf verschwand und Es liegt mir auf der Zunge
Silke Bodenbender – Über den Tod hinaus
(Laudatio: Iris Berben und Robert Stadlober)

### Bester deutscher Schauspieler
- Matthias Schweighöfer – Mein Leben – Marcel Reich-Ranicki

Weitere Nominierungen:
Heino Ferch – Entführt
Josef Hader – Ein halbes Leben
(Laudatio: Iris Berben und Robert Stadlober)

### Beste Musik national
- Die Fantastischen Vier

(Laudatio: Dieter Thomas Heck)

### Beste Information (Wissensmagazine)
- Abenteuer Wissen

Weitere Nominierungen:
Quarks & Co
Abenteuer Forschung
(Laudatio: Frank Schätzing)

### Bester deutscher Fernsehfilm
- Entführt

Weitere Nominierungen:
Ein halbes Leben
Romy
(Laudatio: Dieter Wedel)

### Beste Nachwuchsschauspielerin
- Maria Kwiatkowsky (Lilli Palmer & Curd Jürgens Gedächtniskamera)

(Laudatio: Cordula Stratmann)

### Beste Coaching-Sendung
- Rach, der Restauranttester (Hörzu-Leserwahl)

Weitere Nominierungen:
Der Hundeprofi
Raus aus den Schulden

### Beste Unterhaltung
- Das Supertalent

(Laudatio: Paul Potts)

### Lebenswerk national
- Joachim Fuchsberger

(Laudatio: Désirée Nosbusch und Harry Belafonte)

### Auszeichnungen für internationale Gäste

#### Beste Schauspielerin international
- Diane Kruger

(Laudatio: Karl Lagerfeld)

#### Bester Schauspieler international
- Richard Gere

(Laudatio: Diane Kruger)

#### Beste Musik international
- David Garrett

(Laudatio: Olli Dittrich)

#### Lebenswerk Musik international
- Simply Red

(Laudatio: Thomas Anders)

#### Lebenswerk international
- Danny DeVito

(Laudatio: Michael Douglas)